# Vuelo 703 de Saratov Airlines
El vuelo 703 de Saratov Airlines (6W703/SOV703) fue un vuelo de Saratov Airlines desde el aeropuerto de Domodedovo (Rusia) hasta el aeropuerto de Orsk en el óblast de Oremburgo, región del Ural, y en el cual un Antonov An-148 se estrelló poco después de despegar el 11 de febrero de 2018 en las afueras de Moscú en Argunovo. La caída fue causada por la formación de hielo en las sondas de medición de velocidad, dando datos erróneos a los pilotos. En el accidente fallecieron los 65 pasajeros y los 6 miembros de la tripulación de la aeronave.
Fue el segundo accidente de este modelo de aeronave y el primero de esa compañía aérea. El accidente siguió a un año (2017) de cero muertes para aviones comerciales. Antes de este, el último accidente aéreo fatal comercial registrado fue el vuelo 2933 de LaMia el 28 de noviembre de 2016, en el que fallecieron los miembros del equipo de fútbol Chapecoense.

## Aeronave

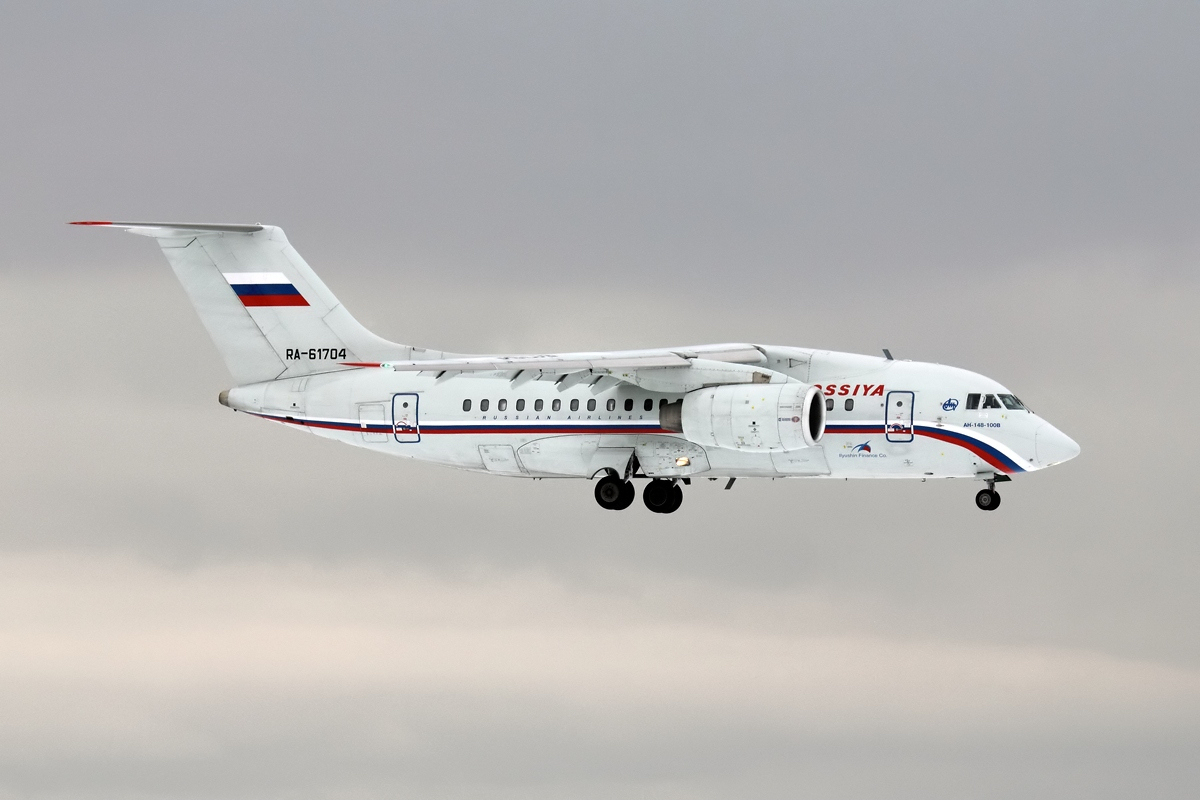
RA-61704, el avión involucrado en el accidente en 2012, entonces en la aerolínea Rossiya.

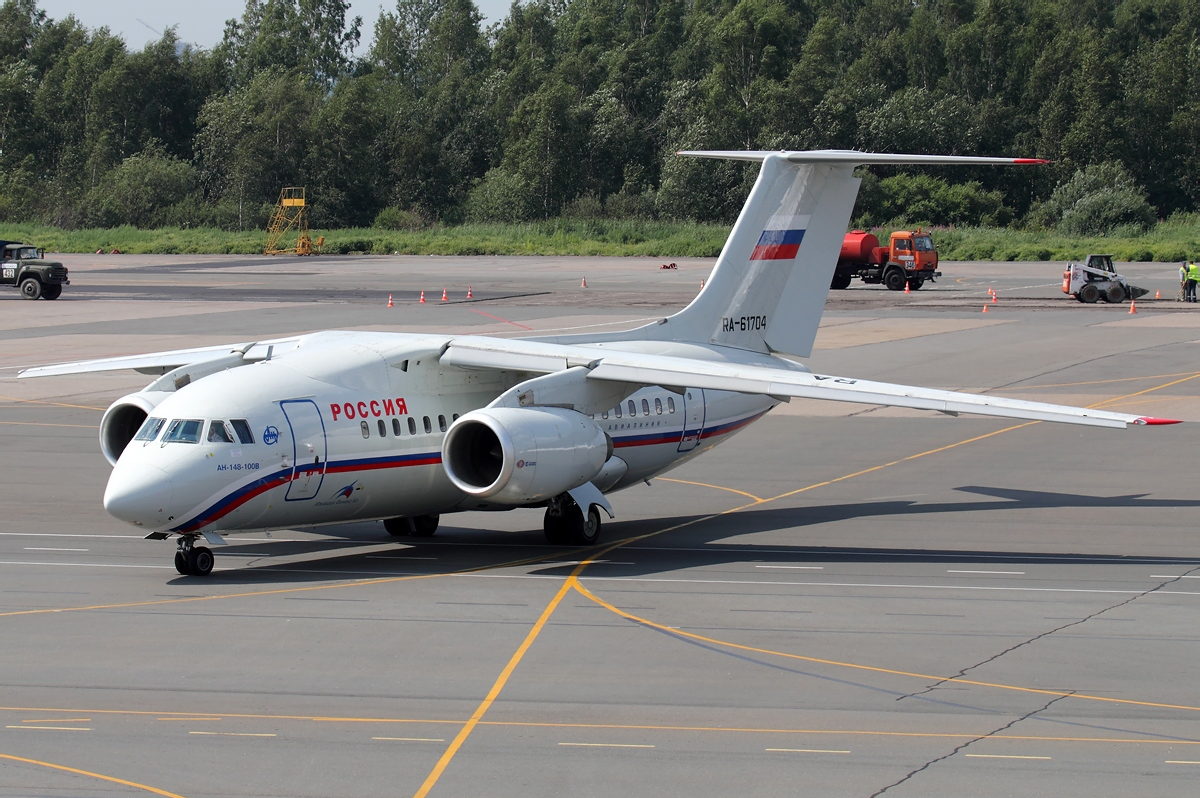
El avión involucrado en el accidente en 2011.

El avión accidentado era un Antonov An-148 construido por la Asociación de Producción de Aviones Vorónezh, matrícula RA-61704, número de serie 27015040004, impulsado por dos motores Progress D-436. El avión voló por primera vez en mayo de 2010, y fue registrado por la aerolínea Rossiya Airlines el 23 de junio de 2010.
El avión ya se había visto involucrado en dos incidentes menores durante su servicio: un motor se apagó el 28 de julio de 2013 después de la pérdida del compresor en vuelo, y sufrió un fallo en la rueda de morro durante un despegue el 23 de agosto de 2013. Saratov Airlines arrendó el avión el 8 de febrero de 2017; un año antes del accidente.

## Accidente

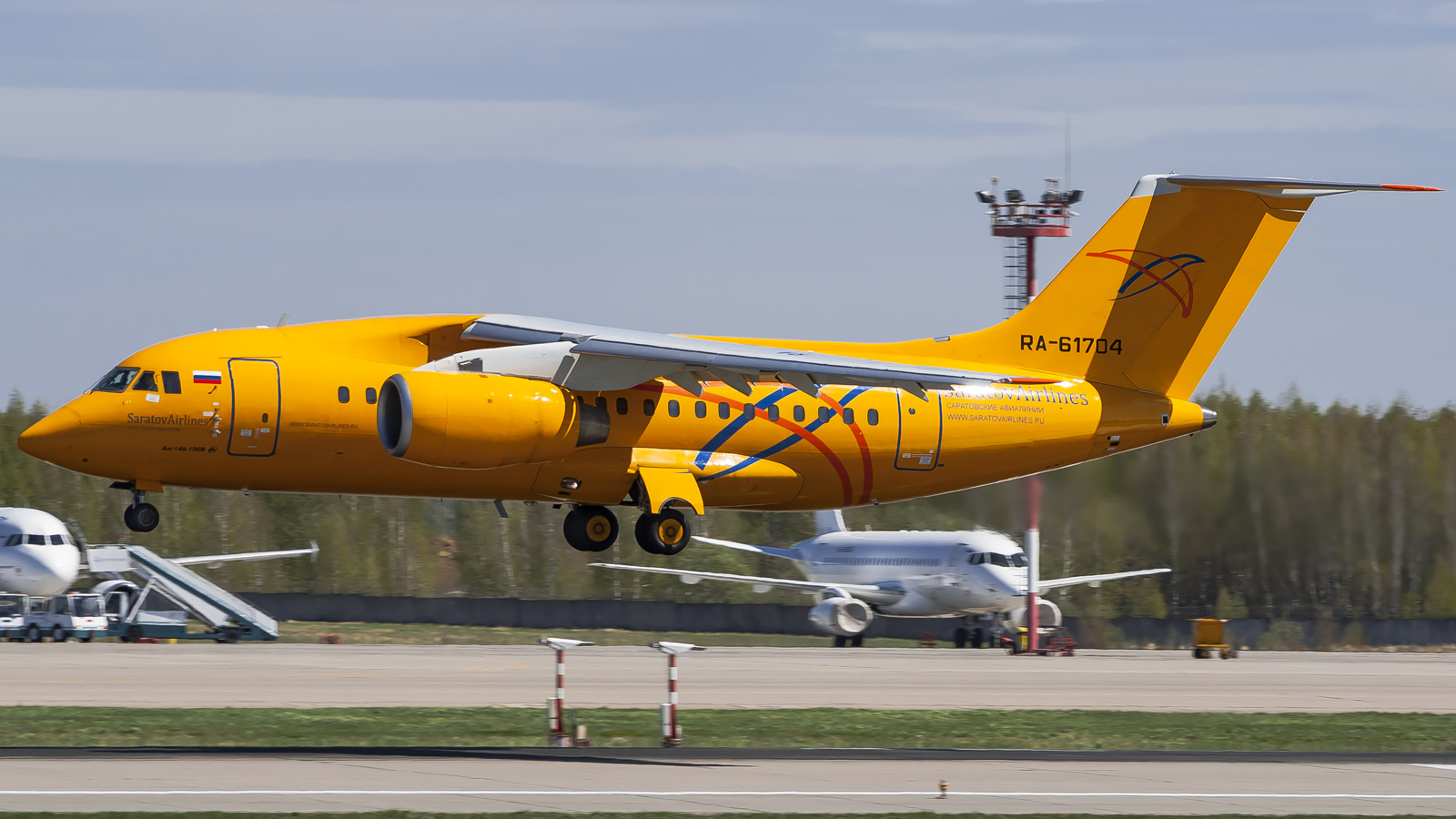
El avión involucrado en el accidente en mayo de 2017.

Altitud y velocidad del vuelo 703, datos de Flightradar24.

Ruta del vuelo siniestrado.

El vuelo era un servicio doméstico de pasajeros programado regularmente del aeropuerto de Domodedovo, en Moscú, al aeropuerto de Orsk, en Oremburgo, ciudad cercana a la frontera con Kazajistán, operado por la aerolínea regional rusa Saratov Airlines. La hora programada de salida de Moscú fue a las 14:00 h (hora local); el vuelo despegó cerca de las 14:22 h.
Minutos después del despegue, la velocidad y la altitud del avión comenzaron a variar. Momentos antes del accidente, el vuelo 703 alcanzó una altitud de 1,800 m (5,900 pies) y una velocidad de 600 km/h (320 nudos). Luego cayó en picada, perdiendo altura rápidamente hasta desaparecer del radar, a una altura aproximada de 900 metros (3,000 pies).
El avión se estrelló cerca de las localidades de Argunovo y Stepanovskoye, en el distrito Ramensky del óblast de Moscú. El accidente ocurrió a las 14:27 hora local (11:27 UTC), seis minutos después de despegar de Domededovo. Según una fuente dentro de la investigación, minutos antes del accidente el piloto del avión logró informar de un fallo técnico a los controladores de vuelo, barajándose la posibilidad de efectuar un aterrizaje de emergencia en la ciudad de Zhukovski, sin embargo, este reporte fue desestimado por el comité de investigación. Testigos reportaron que el avión se encontraba en llamas durante la caída hacia el suelo. El accidente fue capturado por una cámara de seguridad en una casa cercana. Las imágenes revelaban que el avión se estrelló contra el suelo e inmediatamente estalló en llamas.
La fiscalía rusa inició un proceso penal por presuntas violaciones a las normas de seguridad de tránsito aéreo. Se encontraron informes de que se le había prohibido a la aerolínea operar rutas internacionales en 2015, y que estas se reanudaron en 2016 después de un cambio en las políticas. El Servicio Federal Ruso para la Supervisión del Transporte (Rostransnadzor) declaró que durante un examen al avión siniestrado, la aerolínea había violado los procedimientos para cambiar el aceite en las cajas de cambio, y para lavar el filtro de arranque de aire.

## Pasajeros y tripulación
De acuerdo con el manifiesto de vuelo, en el avión viajaban 65 pasajeros y 6 miembros de la tripulación. Entre los 65 pasajeros había 3 niños. La mayoría de los pasajeros eran residentes de la ciudad de Orsk. El Ministerio de Situaciones de Emergencia de Rusia declaró que la mayoría de los pasajeros eran ciudadanos de dicho país, y que a bordo también había pasajeros de Azerbaiyán y de Suiza. Todos los pasajeros fallecieron. Los rescatistas tardaron en llegar 2 horas y media después del accidente.
El piloto fue identificado por las autoridades como Valery Ivanovich Gubanov, de 51 años; graduado de la Escuela de Aviación Militar Tambov. Al momento del accidente, contaba con un total de 5,000 horas de vuelo acumuladas, de las cuales 2,800 fueron en aviones Antonov An-148. El copiloto fue identificado como Sergey Arsenovich Gambaryan, de 35 años.
| Nacionalidad | Pasajeros | Tripulación | Total |
| ------------ | --------- | ----------- | ----- |
| Rusia        | 63        | 6           | 69    |
| Azerbaiyán   | 1         |             | 1     |
| Suiza        | 1         |             | 1     |
| Total        | 65        | 6           | 71    |

## Investigación

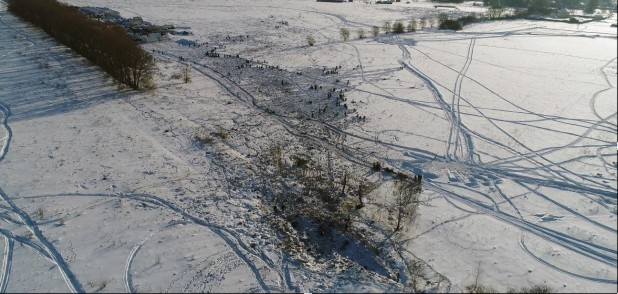
Lugar del impacto del vuelo 703.

El Comité de Aviación Interestatal (MAK) es responsable de investigar los accidentes de aviación en Rusia. En las primeras horas de la investigación el Ministerio de Transporte anunció varias teorías sobre el accidente, incluidas las condiciones climáticas y el factor humano.
Los restos del vuelo 703 quedaron esparcidos en un área extensa. Oficiales declararon que el radio del lugar del accidente era de un kilómetro aproximadamente, lo que aumentó las sospechas de que posiblemente el avión se desintegró en el aire. Ya que testigos mencionaron que el avión estaba en llamas mientras caía, la teoría de una bomba fue manejada por varios investigadores. Ambas grabadoras de datos fueron recuperadas el 12 de febrero.
Los documentos de Saratov Airlines relacionados con la aeronave fueron confiscados como parte de la investigación de rutina. El accidente provocó que el Ministerio de Emergencia de Rusia pusiera en discusión si todos los aviones Antonov An-148 debieran ser suspendidos temporalmente. También fue entrevistado el personal del aeropuerto Domodedovo de Moscú.
El 13 de febrero, se informó que los calentadores de los tubos Pitot no estaban encendidos, lo que generaba discrepancias en las velocidades aéreas que se mostraban a los pilotos. A medida que disminuía la velocidad indicada, el avión, bajo control manual, inclinó la nariz hacia abajo hasta que impactó contra el suelo. Los datos también mostraron que la aeronave estaba bajo control manual cuando bajó la nariz unos 30 ° por debajo de la horizontal y permaneció en esa actitud hasta que impactó el suelo. El primer oficial intentó detener el descenso brusco, pero no logró persuadir al capitán de la pérdida del control.
El 27 de junio de 2019, el IAC informó que el choque, durante el ascenso en condiciones meteorológicas de instrumentos, fue causado por las reacciones erróneas de la tripulación a las indicaciones poco confiables de velocidad aérea causadas por el bloqueo de hielo de las tres sondas Pitot, lo que condujo a la pérdida de control de la aeronave. dinámica de vuelo que resulta en una inmersión y colisión con el suelo.

## Consecuencias
Los familiares de las víctimas fueron transportados a un centro de atención a crisis en el aeropuerto de Orsk. El gobierno de Oremburg decretó el día 12 de febrero como día de luto. El jefe del Ministerio del Trabajo y Asuntos Sociales, Maxim Topilin, mencionó que todas las familias de los fallecidos recibirían 2 millones de rublos (cerca de $35 mil dólares) por cada víctima. El presidente Vladímir Putin canceló un viaje a la ciudad de Sochi en respuesta al desastre. El gobierno mencionó que se coordinaría con la comisión especial establecida.
El 12 de febrero, Saratov Airlines suspendió todos los vuelos de An-148, así como todos sus vuelos a la ciudad de Orsk. La aerolínea reanudó sus vuelos An-148 el 16 de febrero después de realizar inspecciones técnicas a todos sus aviones.